# قدم في الثانية
قدم في الثانية (الجمع أقدام في الثانية)، هو وحدة لكل من السرعة والسرعة المتجهة (السهم يتضمن الاتجاه). ويعبر عن المسافة في القدم (ft) المقطوعة، مقسومة على الوقت في الثواني (s أو sec). الوحدة في النظام الدولي للوحدات (SI) هي متر في الثانية الواحدة (m/s أو m−1/s).
الاختصارات هي ft/s، ft/sec أو fps ونادرا ما يستخدم في التدوين العلمي ft s−1 .

## الوحدات
|          | m/s      | km/h     | mph      | knot     | ft/s     |
| -------- | -------- | -------- | -------- | -------- | -------- |
| 1 m/s =  | 1        | 3.6      | 2.236936 | 1.943844 | 3.280840 |
| 1 km/h = | 0.277778 | 1        | 0.621371 | 0.539957 | 0.911344 |
| 1 mph =  | 0.44704  | 1.609344 | 1        | 0.868976 | 1.466667 |
| 1 knot = | 0.514444 | 1.852    | 1.150779 | 1        | 1.687810 |
| 1 ft/s = | 0.3048   | 1.09728  | 0.681818 | 0.592484 | 1        |